# Axel Krämer
Axel Krämer (* 26. Juli 1957 in Thale) ist ein deutscher Sportschütze im Wurfscheibenschießen in der Disziplin Skeet und heutiger Bundestrainer des Skeet-Nationalkaders.

## Leben und Karriere
Krämer war Teilnehmer der Olympischen Spiele 1980 in Moskau und nahm am Skeet-Wettkampf teil, er belegte Platz 42 mit 179 von 200 geworfenen Wurfscheiben. 1982 bei den Europameisterschaften in Montecatini wurde er mit der Mannschaft Dritter. DDR-Meister wurde Krämer 1980 in Leipzig und vier Jahre später in Frankfurt (Oder) mit der Mannschaft. Nach der Wiedervereinigung wurde er 1993 bei den Deutschen Meisterschaften in München mit der Mannschaft Dritter für den TSV Suhl-Friedberg.
Heute ist Axel Krämer Bundestrainer der Nationalmannschaft Skeet beim Deutschen Schützenbund. 